# Parmotrema melanothrix
Parmotrema melanothrix är en lavart som först beskrevs av Jean François Montagne, och fick sitt nu gällande namn av Hale. Parmotrema melanothrix ingår i släktet Parmotrema och familjen Parmeliaceae.   Inga underarter finns listade i Catalogue of Life.